# Клаудіо Гарелла
Клаудіо Гарелла (італ. Claudio Garella; 16 травня 1955, Турин — 12 серпня 2022) — італійський футболіст, що грав на позиції воротаря, зокрема за «Сампдорію», «Верону» та «Наполі».
Дворазовий чемпіон Італії. Володар Кубка Італії.

## Ігрова кар'єра
Народився 16 травня 1955 року в Турині. Вихованець футбольної школи місцевого «Торіно». Провівши одну гру в сезоні 1972/73 за основну команду туринського клубу, 1973 року перейшов до «Казале», в якому 18-річний гравець отримав місце основного голкіпера і в першому ж сезоні допоміг команді підвищитися у класі з четвертого до третього дивізіону італійської першості.
В сезоні 1975/76 грав уже в другому дивізіоні, де захищав ворота «Новари», після чого отримав запрошення приєднатися до «Лаціо». Спочатку був резервним воротарем, а вже у своєму другому сезоні в Римі вперше у кар'єрі став основним голкіпером вищолігової команди.
Утім вже 1978 року повернувся до виступів у Серії B, де спочатку протягом трьох сезонів захищав ворота «Сампдорії», а згодом 1981 року перейшов до «Верони». Не в останню чергу завдяки впевненій грі свого воротаря веронська команда за результатами сезону 1981/82 підвищилася в класі до найвищого італійського дивізіону. А вже за три роки, в сезоні 1984/85, надійсність Гарелли на останньому рубежі захисту (у 30 матчах чемпіонату він пропустив лише 19 разів) стала одним з важливих факторів, завдяки яким «Верона» вперше у своїй історії здобула чемпіонський титул.
1985 року перейшов до «Наполі». Поява досвідченого воротаря дозволила неаполітанській команді, лідером нападу якої був зірковий аргентинець Дієго Марадона, суттєво покращити гру в обороні, що допомогло їй уперше в історії стати чемпіоном Італії в сезоні 1986/87. Того ж сезону «Наполі» здобув й національний кубок.
У 1988 році став гравцем друголігового «Удінезе», якому у першому ж сезоні допоміг повернутися до Серії A. Другий сезон у команді з Удіне став для Гарелли останнім в елітному італійському дивізіоні, а остаточно ігрову кар'єру голкіпер завершив наступного сезону, в якому взяв участь у двох іграх Серії B у складі «Авелліно».

## Кар'єра тренера
У 2010-х роках працював тренером, зокрема відповідав за підготовку воротарів у клубі «Пергокрема».

## Статистика виступів

### Статистика клубних виступів
| Сезон                 | Команда               | Чемпіонат             | Чемпіонат | Чемпіонат |
| Сезон                 | Команда               | Ліга                  | Ігор      | Голів     |
| --------------------- | --------------------- | --------------------- | --------- | --------- |
| 1972–73               | «Торіно»              | A                     | 1         | 0         |
| 1973–74               | «Казале»              | D                     | 34        | -16       |
| 1974–75               | «Казале»              | C                     | 34        | -27       |
| Усього за «Казале»    | Усього за «Казале»    | Усього за «Казале»    | 68        | -43       |
| 1975–76               | «Новара»              | B                     | 38        | -29       |
| 1976–77               | «Лаціо»               | A                     | 0         | 0         |
| 1977–78               | «Лаціо»               | A                     | 29        | -36       |
| Усього за «Лаціо»     | Усього за «Лаціо»     | Усього за «Лаціо»     | 29        | -36       |
| 1978–79               | «Сампдорія»           | B                     | 38        | -39       |
| 1979–80               | «Сампдорія»           | B                     | 38        | -27       |
| 1980–81               | «Сампдорія»           | B                     | 37        | -31       |
| Усього за «Сампдорію» | Усього за «Сампдорію» | Усього за «Сампдорію» | 113       | -97       |
| 1981–82               | «Верона»              | B                     | 30        | -24       |
| 1982–83               | «Верона»              | A                     | 29        | -30       |
| 1983–84               | «Верона»              | A                     | 30        | -35       |
| 1984–85               | «Верона»              | A                     | 30        | -19       |
| Усього за «Верону»    | Усього за «Верону»    | Усього за «Верону»    | 119       | -108      |
| 1985–86               | «Наполі»              | A                     | 30        | -21       |
| 1986–87               | «Наполі»              | A                     | 29        | -20       |
| 1987–88               | «Наполі»              | A                     | 29        | -25       |
| Усього за «Наполі»    | Усього за «Наполі»    | Усього за «Наполі»    | 88        | -66       |
| 1988–89               | «Удінезе»             | B                     | 35        | -23       |
| 1989–90               | «Удінезе»             | A                     | 28        | -39       |
| Усього за «Удінезе»   | Усього за «Удінезе»   | Усього за «Удінезе»   | 63        | -62       |
| 1990–91               | «Авелліно»            | B                     | 2         | -2        |
| Усього за кар'єру     | Усього за кар'єру     | Усього за кар'єру     | 521       | -443      |

## Титули і досягнення
- Чемпіон Італії (2):

«Верона»: 1984–1985: «Наполі»: 1986–1987
- Володар Кубка Італії (1):

«Наполі»: 1986–1987